# نعط (یمن)
 نعط  روستایی است در عزلهٔ (الربع الشرقی)، در ناحیهٔ (سنحان العالیة)، در قلهٔ کوه (جبل کنن)، از توابع استان حضرموت در کشور یمن در شبه جزیره عربستان. 
جمعیت آن ۷۴ نفر (۶ خانوار) می‌باشد.
در این روستا آثار گوناگون از دوران مملکت حمیر وسبا باقی مانده‌است.